# Иван Борисович Тугой Лук
Иван Борисович Тугой Лук (ок. 1370—1418) — суздальско-нижегородский княжич, младший из двух сыновей Бориса Константиновича, младший брат Даниила Борисовича

## Биография
Иван Борисович родился в Нижнем Новгороде в 1370 году, окрещен там же митрополитом Алексием.
Двенадцати лет, вместе с отцом, в 1383 году, ездил к хану с подарками, после разорения Москвы Тохтамышем. Согласно Никоновской летописи, в 1386 году Иван по приказу отца опять ездил в Орду, вероятно, чтобы просить хана подольше не отпускать на Русь содержавшегося при нём в качестве слуги Василия Кирдяпу, потенциально опасного для Бориса и его власти.
В 1392 году, когда Василий I захватил власть в Нижегородском княжестве, Иван Борисович, вероятнее всего, попал в заключение, как и другие представители рода Суздальско-Нижегородских князей, но потом смог бежать, правда, неизвестно когда. В 1411 году вместе со своим братом Даниилом Борисовичем привёл под Нижний Новгород орду татар и мордвы с целью вернуть себе отцовский удел. Против них выступила московская рать во главе с братом Великого князя Петром Дмитриевичем, а также Кирдяпичами, ранее примирившимися с Москвой. Два войска встретились под селом Лысковым, где между ними произошла «сеча злая». Борисовичи в кровавой битве победили, но удела вернуть, по крайней мере надолго, так и не смогли. Что произошло дальше, летописи говорят очень скупо. Непонятно, вошли ли княжичи в Нижний, но доподлинно известно, что татарский союзник Борисовичей, царевич Талыч, в том же году разорил Владимир.
В 1412 году Даниил и Борис опять в Орде. Хан Зелени-Салтан дал им ярлык на Нижегородское княжество, но вскоре погиб от руки своего брата Керимбердея, дружественного Москве. Тем не менее в 1414 году Борисовичи опять напали на Нижний, но князь Юрий Галицкий прогнал их за Суру.
В 1416 году Борисовичи явились в Москву с повинной к великому князю и были прощены, но, вероятно, не поладив с ним, были вынуждены снова бежать в 1418 году неизвестно куда.
Иван Тугой Лук умер в Нижнем Новгороде и погребён в нижегородском Спасо-Преображенском соборе.

## Семья
Имя супруги Ивана Борисовича неизвестно. Некоторые родословные считают его бездетным, а другие приписывают ему сына Александра Брюхатого и внука Семёна, однако, другие источники называют их потомками Василия Кирдяпы.

## В культуре
- Является персонажем (как Иван Борисович Туголукий) романа Николая Полевого «Клятва при гробе Господнем. Русская быль XV века» (1832);

## См.также
- Даниил Борисович
- Борис Константинович
- Василий I Дмитриевич
- Пётр Дмитриевич